# 人獸戰
是一部2005年的美國動作恐怖喜劇電影，由約翰·古拉傑執導，Michael Leahy、喬·索伊森、拉里·坦茨和Andrew Jameson監製。馬可仕·丹斯坦和派崔克·梅爾頓編劇。主演是巴薩扎·蓋提、亨利·羅林斯、娜薇·羅沃特、祖特·芬寧達、Jenny Wade、約翰·古拉傑的父親克魯·古拉傑、喬許·祖克曼和傑森·繆斯。
《人獸戰》是真實秀節目《綠光計畫》第三季得獎作品。

## 演員
- 巴薩扎·蓋提 飾 Bozo
- 克麗絲塔·艾倫 飾 Tuffy/Heroine 2
- 喬許·祖克曼 飾 Hot Wheels
- 娜薇·羅沃特（英语：Navi Rawat） 飾 Heroine
- Jenny Wade（英语：Jenny Wade） 飾 Honey Pie
- 亨利·羅林斯 飾 Coach
- 杜恩·惠特科爾（英语：Duane Whitaker） 飾 Bossman
- 克魯·古拉傑（英语：Clu Gulager） 飾 Bartender
- 祖特·芬寧達（英语：Judah Friedlander） 飾 啤酒男
- 艾琳·萊恩 飾 外婆
- 傑森·繆斯 飾 Edgy Cat/他自己
- 黛安·艾雅拉·高納（英语：Diane Ayala Goldner） 飾 Harley Mom
- Anthony "Treach" Criss（英语：Treach） 飾 Vet
- 埃里克·迪恩 飾 Hero
- 泰勒·派屈克·瓊斯（英语：Tyler Patrick Jones） 飾 Cody

## 續集
本片後來有兩部續集《人獸戰II》（2008年）和《人獸戰III：異獸絕路》（2009年）。

## 外部連結
- 互联网电影数据库（IMDb）上《人獸戰》的资料（英文）
- 豆瓣电影上《人獸戰》的資料 （简体中文）
- AllMovie上《人獸戰》的资料（英文）
- Feast （页面存档备份，存于） at Metacritic